# Dieter Mathoi
Dieter Mathoi (26 de septiembre de 1943 - 18 de agosto de 2012) fue un arquitecto austríaco. Con dos compañeros fundó la firma Heinz & Mathoi & Streli en Innsbruck, donde trabajó durante 35 años, construyendo viviendas particulares en el paisaje alpino del Tirol, escuelas, oficinas y edificios públicos, entre otros. Abrió su propia oficina en 2008 y fue conocido por los edificios de prisiones y por diseñar el controvertido Kaufhaus Tyrol en Innsbruck con David Chipperfield.

## Carrera profesional
Mathoi estudió arquitectura en la Academia de Bellas Artes de Múnich, de 1963 a 1967. Después de varios años de práctica, se convirtió en asistente en el Institut für Hochbau de la Universidad de Innsbruck en 1972, donde trabajó hasta 1976.

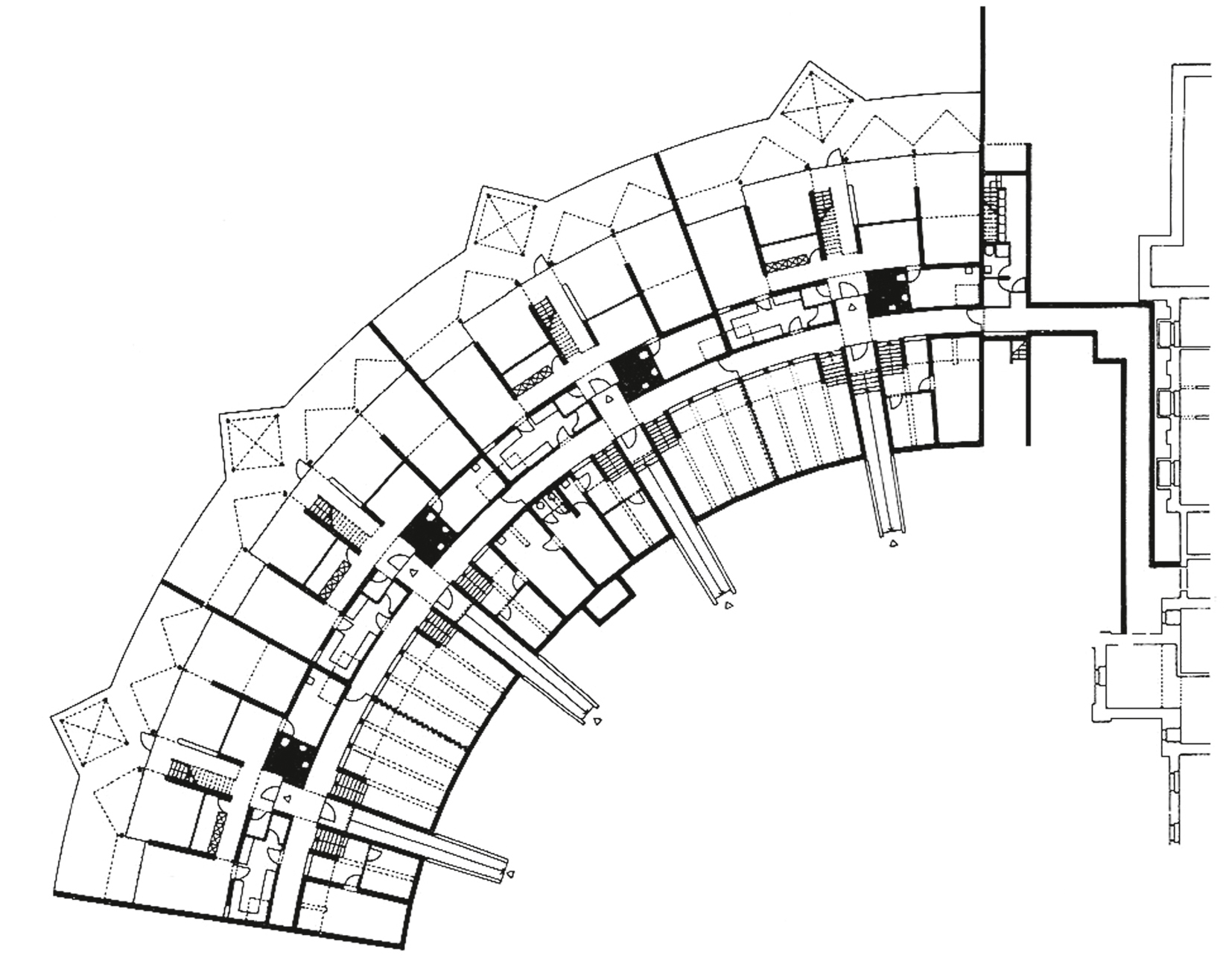
Plano de planta del Landesjugendheim en Jagdberg, Schlins

Desde 1973, Mathoi colaboró con dos colegas, Karl Heinz y Jörg Streli, en la firma Heinz & Mathoi & Streli. Si bien crearon muchos edificios en conjunto, cada arquitecto también persiguió sus propios proyectos. Mathoi creó viviendas familiares, incluida la casa de Günther Mader, mercados y un edificio para el concesionario de automóviles Vw en Innsbruck.  Juntos, construyeron una capilla en 1982, la Sankt-Margarethen-Kapelle en Innerberg, que se eleva como una torre sobre un piso circular.  Construyeron un hogar para niños sin hogar como Gruppenwohnheim (hogar grupal) con cuatro unidades separadas, completado en Jagdberg, Vorarlberg, en 1984.

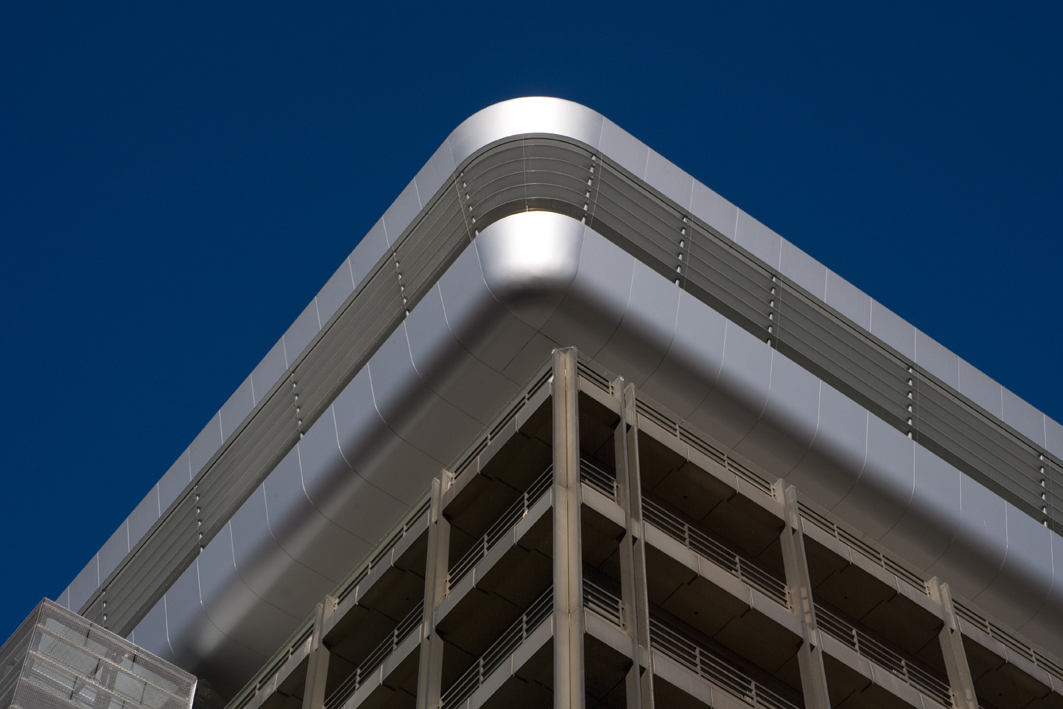
Ampliación del Hospital Universitario de Innsbruck, finalizada en 2008

La ampliación conjunta del Hospital Universitario de Innsbruck, creada añadiendo un piso técnico y clínico para ginecología y neurología en la parte superior, construida entre 2006 y 2008, fue nominada al premio de la Fundació Mies van der Rohe en 2009. En 2008, Springer publicó una monografía de sus trabajos, tanto colectivos como individuales, titulada Heinz-Mathoi-Streli / Architekten / Bauten und Projekte / Buildings and Projects, con evaluaciones de Friedrich Achleitner y de Otto Kapfinger .  El mismo año, los arquitectos disolvieron su firma.

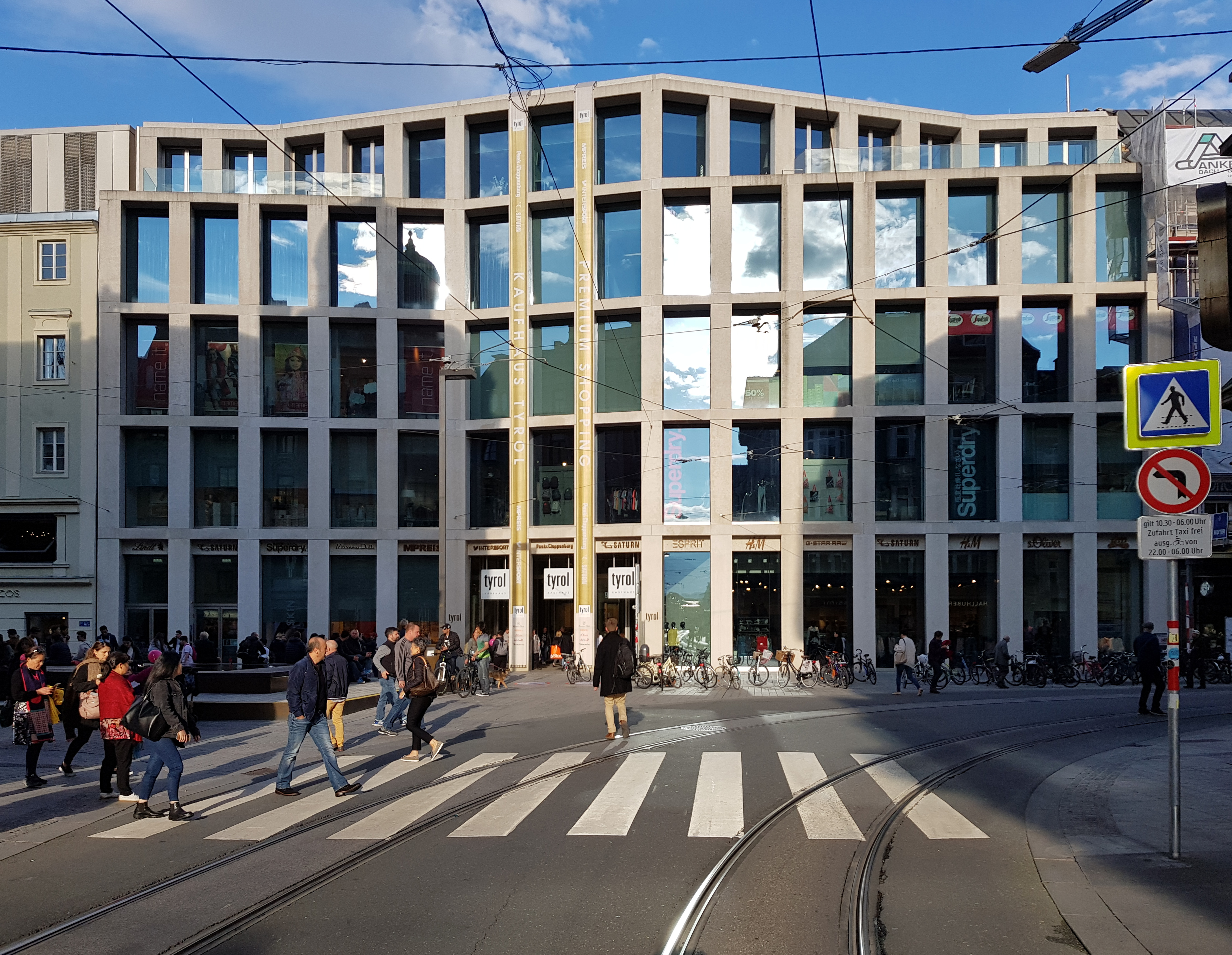
Kaufhaus Tyrol en el centro de Innsbruck

Mathoi abrió su propia oficina en 2008. Un proyecto central fue el de los grandes almacenes Kaufhaus Tyrol en el centro de Innsbruck, que Mathoi diseñó con David Chipperfield.  El arquitecto estrella británico había sido encargado por el inversor René Benko, después de que se criticaran los planes previos de Johann Obermoser. El diseño de Chipperfield y Mathoi fue inicialmente controvertido. El edificio, inaugurado en 2010, fue preseleccionado para el prestigioso Premio de Arquitectura Contemporánea de la Unión Europea, el Premio Mies van der Rohe, en 2011. Ganó un premio europeo RIBA en 2011.
Uno de los proyectos especiales de Mathoi fueron las prisiones (en Austria), que diseñó para permitir un trato humano a los reclusos. El Justizzentrum en Korneuburg en Baja Austria, construido con la firma DIN A4, fue galardonado con el premio nacional de arquitectura y sostenibilidad, como uno de los cinco edificios premiados. 
Los edificios de Mathoi se exhibieron en la exposición internacional Autochtone Architektur in Tirol, también en Múnich.
Dieter Mathoi murió el 18 de agosto de 2012 a los 68 años 

## Edificios
Los proyectos conjuntos de Heinz & Mathoi & Streli incluyeron estudios de viabilidad, planificación urbana, viviendas para familias unifamiliares y unidades más grandes, preescolares, escuelas y edificios para educación superior, instalaciones deportivas, tiendas, oficinas y edificios industriales. Los ejemplos incluyen:

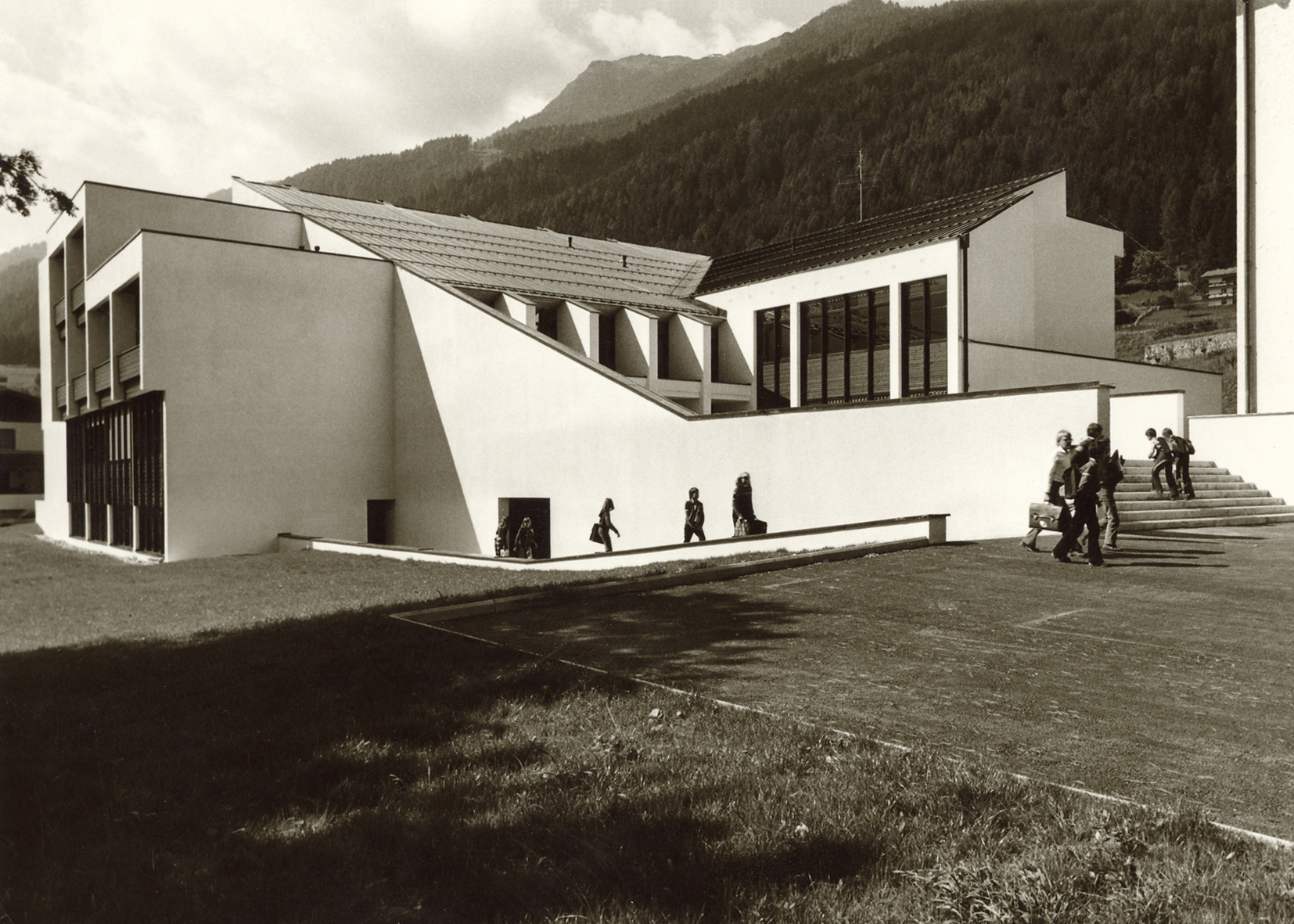
Hauptschule Fulpmes, 1978

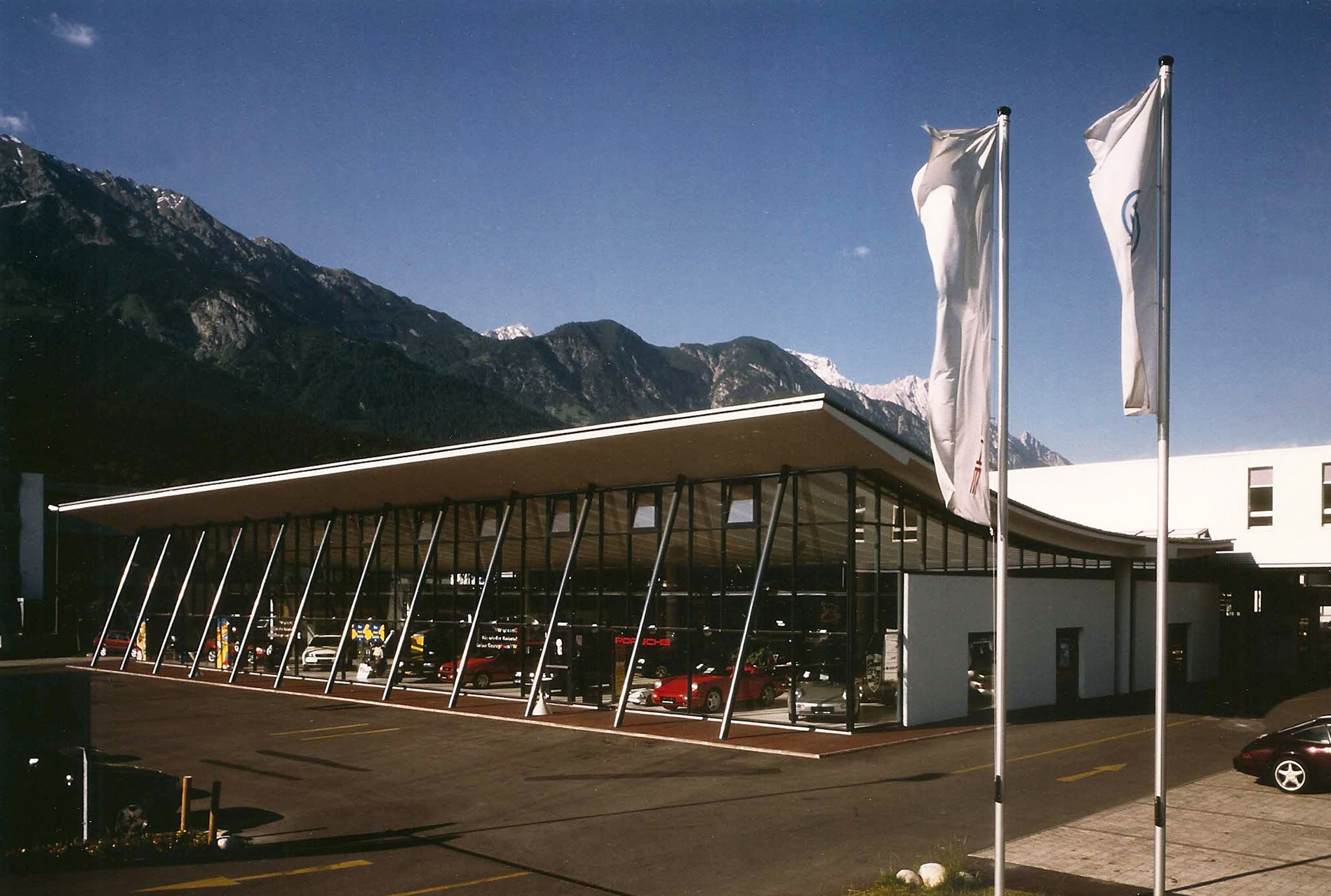
Autohaus Vowa

- 1978: Hauptschule en Fulpmes (escuela)
- 1978: Fremdenverkehrsfachschule en Zell am Ziller
- 1980: Landesberufsschule Feldkirch en Feldkirch, Vorarlberg
- 1981: Kapelle Innerberg en Finkenberg (capilla)
- 1982: Modegeschäft Einwaller Anna en Innsbruck (tienda de moda)
- 1983: Doppelhaus Knofler / Mikuz, Innsbruck (casas particulares)
- 1984: Landesjugendheim Jagdberg en Schlins (alojamiento colectivo, con Norbert Schweitzer)
- 1987: Krankenpflegeschule en Feldkirch, Vorarlberg (escuela)
- 1987: Seilbahn Brixen im Thale en Brixen
- 1989: Volksschule en Igls
- 1990: Porsche Interauto Verkaufscenter en Innsbruck (concesionario de automóviles)
- 1993: de Barwies en Mieming (cadena de supermercados)
- 1993: Bürohaus EBB en Innsbruck (edificio de oficinas)
- 1994: Eisenbahnumfahrung Innsbruck en Mils (tráfico)
- 1995: Autohaus Vowa en Innsbruck (concesionario de automóviles)
- 1996: Mehrzweckgebäude mit Rasthaus en el Puente de Europa (restaurante de la autopista)
- 1996: Wohnanlage und Bürohaus en Innsbruck (edificio de viviendas y oficinas)
- 1998: Totenkapelle an der Pfarrkirche Herz-Jesu en Stans (capilla)
- 1999: Hotelfachschule Villa Blanka en Innsbruck
- 2001: Landesfeuerwehrschule Tirol en Telfs (escuela de bomberos)
- 2004: HTBL und VA Mödling en Mödling
- 2005: MPreis Bramberg en Bramberg
- 2006: Naturparkhaus Ginzling (estacionamiento)
- 2008: Aufstockung Frauen- und Kopfklinik en Innsbruck (ampliación del hospital)